# Технология скрининга сосудов
Технология скрининга сосудов (ТСС) — метод прижизненного, неинвазивного исследования состояния капилляров при помощи оптико-механического блока с целью получения изображения капилляров ногтевого ложа и его архивации. Устройство для визуализации также известно как капилляроскоп - микроскоп особого типа, увеличивающий изображение капилляров в 400 раз и позволяющий благодаря программному обеспечению проводить аналитическую обработку данных. Технология скрининга сосудов предполагает использование этих данных в соответствии с методологией оценки и анализа в процессе первичной диагностики, а также для контроля эффективности терапии на всех стадиях. В едином диагностически-лечебном комплексе реализованы научные знания о микроциркуляции, гемодинамике, ангиоархитектонике, вместе с последними достижениями в сфере компьютерной и оптической техники. Программное обеспечение устройства анализирует данные и раскрывает информацию доступно не только для врача, но и для пациента. Высокий уровень визуализации помогает наглядно оценить состояние здоровья человека. 

## Сферы применения
ТСС используется в педиатрии для диагностики и решения проблемы врождённых пороков, аневризм, артериовенозных мальформаций, ранних инсультов у детей. 
В кардиологии, учитывая возможность обследования мельчайших элементов сердечно-сосудистой системы - капилляров, ТСС позволяет установить диагноз и разработать систему лечения ещё до появления клинических симптомов. При кардиологическом вмешательстве ТСС дает возможность оценить результаты операции уже на хирургическом столе. В дальнейшем технология необходима для мониторинга изменений в состоянии больного на каждом этапе лечения. 
В ангионеврологии ТСС позволяет сместить акцент с реабилитации после сосудистых катастроф на профилактику болезней, что увеличивает вероятность полного выздоровления и устранения симптомов болезни. 
В психиатрии использовать ТСС необходимо для оценки индивидуального состояния микроциркуляции и соответствия кровоснабжения коры головного мозга потребностям его тканей, чтобы обнаружить и показать наличие врождённых или приобретённых пороков. Коррекция аномальных состояний сосудов существенно улучшает качество жизни больных. Результаты лечения пациентов с психоречевыми расстройствами, аутизмом, эпилепсией требуют пересмотреть традиционную схему лечения. С тем, чтобы внедрить всестороннюю сосудистую диагностику в психиатрии.
В ангиотерапии ТСС обеспечивает контроль эффективности лечения и помогает оперативно реагировать на результаты терапии,  корректируя планы в соответствии с нуждами пациента.Оценка изменений и саногенной перестройки капилляров способна отразить мельчайшие изменения в состоянии пациента, снабжая специалиста информацией для выбора оптимальной схемы лечения. Показатели, зафиксированные по ряду параметров, являются неоспоримым фактом доказательной медицины.
В реабилитологии и курортологии с помощью ТСС визуализируется и фиксируется состояние пациента “на входе” в учреждение, в процессе лечения и при выписке. Следовательно, возможна оценка риска сосудистых катастроф на момент начала санаторно-курортного лечения, чтобы санаторий, курорт или реабилитационный центр получил доказательный факт для защиты своих интересов в случае внезапного заострения болезни у пациента. Также, скрининг используется для исследования дисфункции сосудистой системы - чтобы избежать индивидуальной негативной реакции организма на разнообразные процедуры.
В эндокринологии ТСС предоставляет более чёткую картину дисфункции желез и позволяет отличить гипофизарные межсистемные расстройства от локальных расстройств эндокринных органов.
ТСС предлагает инновационный подход в диагностике онкологических заболеваний, обнаруживая на ранних стадиях признаки патологического неоангиогенеза - основы развития опухолей.
В стоматологии при полном обследовании микроциркуляции дёсен с использованием ТСС, специалисту удается создать эффективные индивидуальные программы профилактики. В случае медикаментозного лечения парадонтита и парадонтоза, скрининг дает точную оценку состояния пациента до и после лечения, оценивает успешность лечебных процедур.
В фармацевтике эффективность того или иного препарата можно подтвердить, визуализировав при помощи ТСС состояние пациента до начала курса лечения и после его завершения. 
В страховой медицине оценка сердечно-сосудистой системы с помощью ТСС информирует относительно проблем, которые составляют 66,3% всех причин смерти в Украине. Технология скрининга способна определить вероятность сосудистых катастроф и спрогнозировать потенциальные страховые случаи.